# Епине ле Шевреј
Епине ле Шевреј (фр. Epineu-le-Chevreuil) насеље је и општина у западној Француској у региону Лоара, у департману Сарт која припада префектури Ман.
По подацима из 2011. године у општини је живело 291 становника, а густина насељености је износила 16.3 становника/km². Општина се простире на површини од 14,70 km². Налази се на средњој надморској висини од 78 метара (максималној 161 m, а минималној 72 m).

## Демографија
| 1962. | 1968. | 1975. | 1982. | 1990. | 1999. | 2011. |
| ----- | ----- | ----- | ----- | ----- | ----- | ----- |
| 432   | 390   | 345   | 265   | 257   | 239   | 291   |

График промене броја становника у току последњих година